# Мьюберн, Сидни Чилтон
Достопочтенный Си́дни Чи́лтон Мью́берн, PC (англ. Sydney Chilton Mewburn; 4 декабря 1863 года, Гамильтон — 11 августа 1956 года) — канадский юрист, военный деятель и политик. Министр милиции и обороны Канады (1917—1920).

## Биография

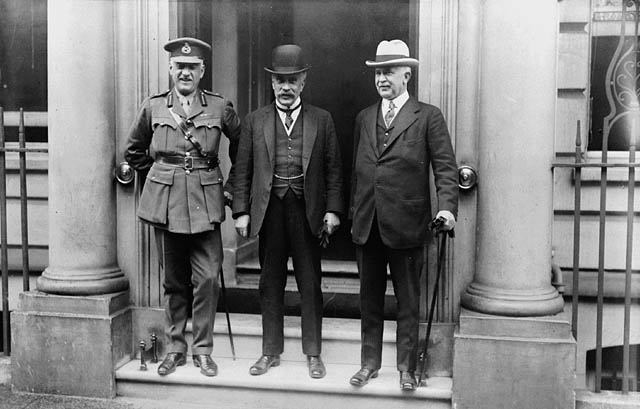
Слева направо: Мьюберн, премьер-министр Роберт Борден и министр экспедиционных вооружённых сил Альберт Кемп. Лондон, июль 1918 года

Родился в 1863 году в городе Гамильтон, в то время входившем в состав британской колонии Канада, ныне — в провинции Онтарио.
Во время Первой мировой войны был командиром 13-го Королевского полка. Затем служил генерал-адъютантом в Сухопутных войсках Канады. Имел звание генерал-майора.
На федеральных выборах 1917 года избрал депутатом Палаты общин от одного из избирательных округов Гамильтона. 12 октября 1917 года занял пост в юнионистском правительстве Роберта Бордена. Покинул этот пост 15 января 1920 года. Переизбран депутатом в 1921 и 1925, оставался в парламенте до 1926 года.
С 1920 года, после отставки с поста министра, был председателем Канадской комиссии по военным памятникам. Под его председательством, в частности, комиссией было выбрано место для Вимийского мемориала.
Скончался в 1956 году.